# Jan Gesterkamp
Johannes (Jan) Gesterkamp (Zutphen, 4 december 1880 – Hamburg, 24 maart 1963) was een Nederlands violist.
Hij is zoon van kantoorbediende Hendrikus Johannes Gesterkamp en Watske Maria Camphuis. Zuster Sjouwkje Gesterkamp (1890-1959), studeerde zang en piano aan het Haags Conservatorium, was enige tijd mezzosopraan/alt voordat ze met een arts trouwde. Jans dochter Hanni Gesterkamp, mezzosopraan en zanglerares, trouwde met violist Bernhard Hamann, ze zijn de ouders van actrice Evelyn Hamann en cellist Gerhard Hamann. Gerhards zoon Sebastian Hamann is violist.
Hij kreeg zijn muziekopleiding van het conservatorium in Den Haag en zette zijn studie voort bij Joseph Joachim on Berlijn. Hij gaf al vanaf 1899 concerten, zo speelde hij op 7 april 1899 mee tijdens een concert in Diligentia ten behoeve van behoeftige blinden. Daarna trad hij regelmatig als solist op. Hij werd in 1902 aangesteld als tweede concertmeester bij de voorloper van het Berliner Philharmoniker. Hij was in die hoedanigheid en als solist vaak te zien in het Kurhaus, zomerresidentie van orkest. Vanaf 1 mei 1911 was hij concertmeester bij het Vereins Hamburger Musikfreunden van August Max Fiedler en werd er tevens docent aan het conservatorium. In 1923 gaf  hij op verzoek van baron van Asbeck, gezant voor Nederland in Mexico aldaar een aantal concerten. Weer later was hij werkzaam bij de Duitse omroep NDR.
- Gemeinsame Normdatei: 1079567801
- Virtual International Authority File: 90144928681054440086
- WorldCat: E39PBJyMfHhdyPVV4PF9hTHHmd